# Bradyrhizobium diazoefficiens
Bradyrhizobium diazoefficiens (anteriormente conocido como Bradyrhizobium japonicum) es una especie de bacteria simbiótica de las leguminosas (especialmente de la soja) que fija el nitrógeno atmosférico a unos nódulos de la raíz de la planta. B. diazoefficiens se identifica en el grupo II del grupo de homología de ADN de Rhizobiaceae.